# Kurumamichi (metropolitana di Nagoya)
Kurumamichi (車道駅?, Kurumamichi-eki) è una stazione della metropolitana di Nagoya situata nel quartiere di Higashi-ku, a Nagoya, ed è servita dalla linea Sakura-dōri.

## Linee
Metropolitana di Nagoya
 Linea Sakura-dōri

## Struttura
La stazione, sotterranea, è costituita da un marciapiede a isola con due binari passanti protetti da porte di banchina a mezza altezza.
| 1 | Linea Sakura-dōri | per Imaike, Aratama-bashi e Tokushige       |
| 2 | Linea Sakura-dōri | per Marunouchi, Nagoya e Nakamura Kuyakusho |

## Stazioni adiacenti
| «                 | Servizio          | »                 |
| Linea Sakura-dōri | Linea Sakura-dōri | Linea Sakura-dōri |
| ----------------- | ----------------- | ----------------- |
| Takaoka           | -                 | Imaike            |